# لارس و دختر واقعی
لارس و دختر واقعی (به انگلیسی: Lars and the Real Girl) نام فیلم کمدی-درامی است که در سال ۲۰۰۷ به کارگردانی کریگ گیلِسپی ساخته شد. با این‌که این فیلم در فروش گیشه نتوانست هزینهٔ اولیه را برگرداند، اما موفق شد در رشتهٔ بهترین فیلم‌نامهٔ غیراقتباسی نامزد جایزه اسکار شود. همچنین رایان گاسلینگ موفق شد نامزد بهترین بازیگر درام-کمدی برای جایزه گلدن گلوب شود.

## خلاصهٔ داستان
لارس (با بازیِ رایان گاسلینگ) مرد جوان خجالتی و گوشه‌گیری است که عاشق بیانکا، عروسکی در ابعاد واقعی انسان می‌شود.